# Петро Матула
Петро Мату́ла (народився 14 грудня 1928, с. Лисича Балка на Черкащині — помер 2 січня 2017, США) — український громадський діяч у США, автор ідеї та найактивніший учасник створення пам'ятника Митрополитові Василю (Липківському) в США.
Українець. Народився 14 грудня 1928 року у селі Лисича Балка на Черкащині.

Зі слів Петра Матули:
|  | Під час терору колективізації і початків Голодомору, Батько, тікаючи від арешту комуністичною бандою, опинився на Донбасі у місті Краматорську, куди згодом переїхала і Мама з нами двома (мною і сестрою). Належу до так званої «третьої хвилі» української еміґрації, яка типово пережила: колективізацію, Голодомор, терор винищення Москвою української інтелігенції, Другу світову війну, німецьку окупацію України, примусову працю в Німеччині, DP табори, примусову репатріяцію до совєтів та розселення по різних країнах світу. |

До Америки прибув у 1949 р. У 1957 р. здобув диплом магістра структуральної інженерії. Перших 14 років працював в інженерних фірмах Нью-Йорку і Нью-Джерсі. Останніх 35 років працював в дослідній лабораторії Морського Флоту Америки біля Вашінґтону.
Протягом усього життя в Америці брав участь в українському церковно-громадському житті.
25 січня 1976 року був призначений Об'єднанням демократичної української молоді до складу Ділового комітету пам'ятника Митрополитові Василю (Липківському) в США, котрий був встановлений і освячений 23 жовтня 1983 в Українському пантеоні у Саут-Баунд-Бруці, США.
Був одружений з Олею (до шлюбу Діберт); мав двох доньок — Олену і Оксану, та двох онуків — Зіну і Алика.